# Jesús Díez del Corral
Jesús María Díez del Corral Rivas (* 6. April 1933 in Saragossa; † 19. Februar 2010 in Madrid) war ein spanischer Schachspieler.
Die spanische Einzelmeisterschaft konnte er zweimal gewinnen: 1955 in Alcoy und 1965 in Sevilla. Er spielte für Spanien bei sieben Schacholympiaden: 1960, 1962, 1970, 1972 und 1978 bis 1982. Außerdem nahm er 1970 in Kapfenberg an der europäischen Mannschaftsmeisterschaft teil.
Im Jahre 1967 wurde ihm der Titel Internationaler Meister (IM) verliehen, 1974 der Titel Großmeister (GM). 
| Hier fehlt eine Grafik, die leider im Moment aus technischen Gründen nicht angezeigt werden kann. Wir arbeiten daran! |